# Список млекопитающих Флориды

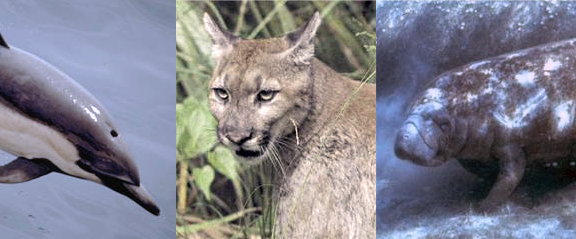
Некоторые из млекопитающих Флориды: афалина, флоридская пума и американский ламантин.

Ниже представлен список видов млекопитающих, обитающих в американском штате Флорида. На данный момент во Флориде (и её окружающих водах) обитают 98 видов млекопитающих. Список также включает в себя несколько видов, таких как чернохвостый заяц и благородный олень, которые были ввезены во время колонизации Америки европейцами и вымерших (карибский тюлень-монах). Виды, включённые в данный список, взяты из работы Американского общества маммалиологов.

## Отряды млекопитающих Флориды
| Отряд         | Представители                   | Виды | Количество вымерших видов |
| ------------- | ------------------------------- | ---- | ------------------------- |
| Парнокопытные | Олени                           | 4    | 0                         |
| Хищные        | Пумы, лисы, медведи             | 19   | 1                         |
| Китообразные  | Киты, дельфины и морские свиньи | 21   | 5                         |
| Рукокрылые    | Летучие мыши                    | 18   | 2                         |
| Броненосцы    | Броненосцы                      | 1    | 0                         |
| Сумчатые      | Опоссумы                        | 1    | 0                         |
| Зайцеобразные | Зайцы, кролики и пищухи         | 4    | 0                         |
| Приматы       | Макака-резус                    | 1    | 0                         |
| Грызуны       | Мыши                            | 23   | 1                         |
| Сирены        | Ламантины                       | 1    | 1                         |
| Насекомоядные | Землеройки, кроты и щелезубы    | 5    | 0                         |
| Всего         | Всего                           | 98   | 10                        |

## Охранный статус
Виды подразделяются на 9 групп, в зависимости от охранного статуса. При оценке охранного статуса принимаются во внимание следующие факторы: численность популяции вида, площадь географического распределения, увеличение или уменьшение численности популяции с течением времени.
|  | Находятся под наименьшей угрозой |
|  | Близки к уязвимому положению     |

|  | Находятся в уязвимом положении |
|  | Под угрозой вымирания          |
|  | Виды на грани исчезновения     |

|  | Исчезнувшие в дикой природе |
|  | Полностью исчезнувшие       |

|  | Нет данных     |
|  | Не оценивается |

## Наземные млекопитающие

### Хищные

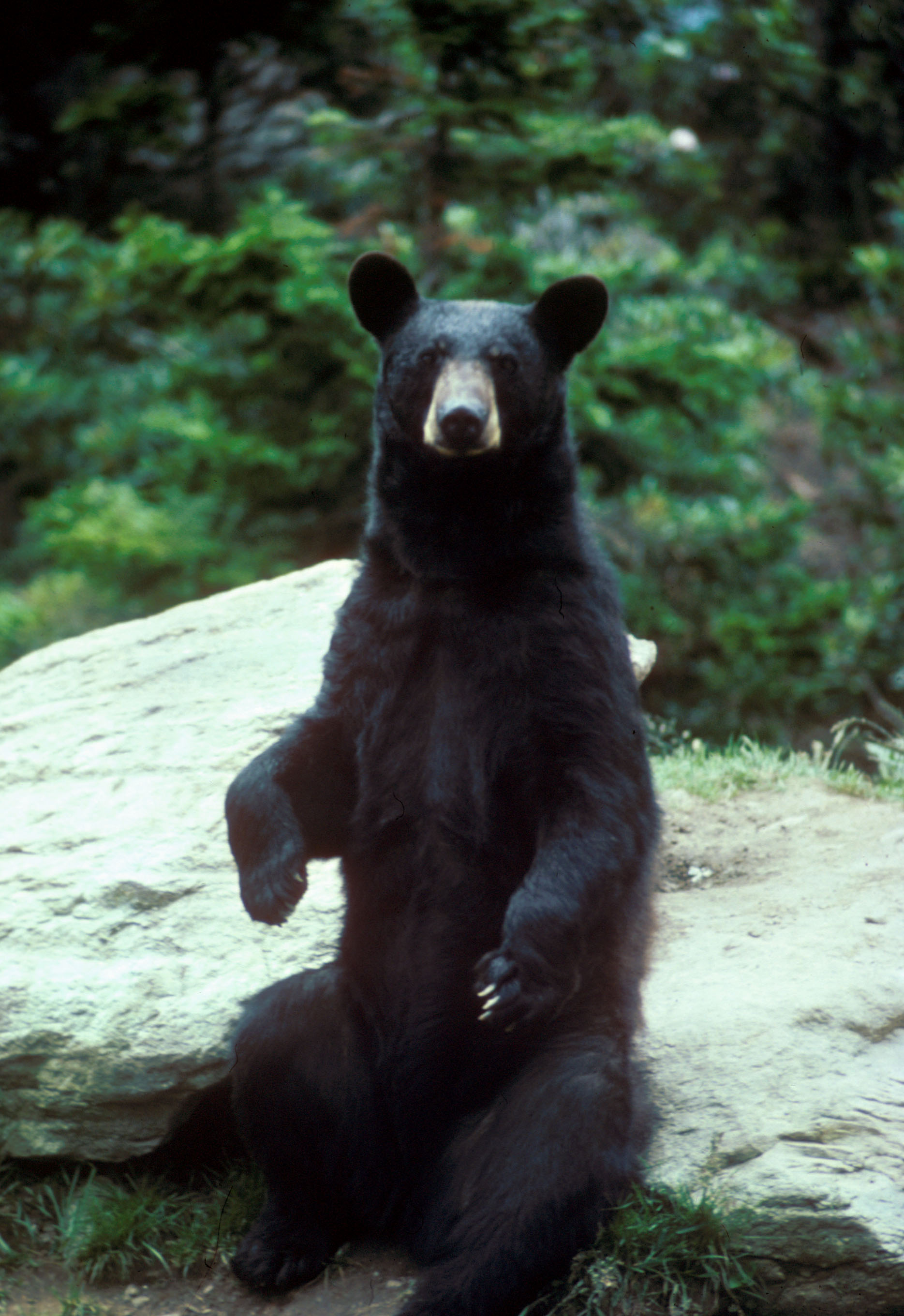
Барибал

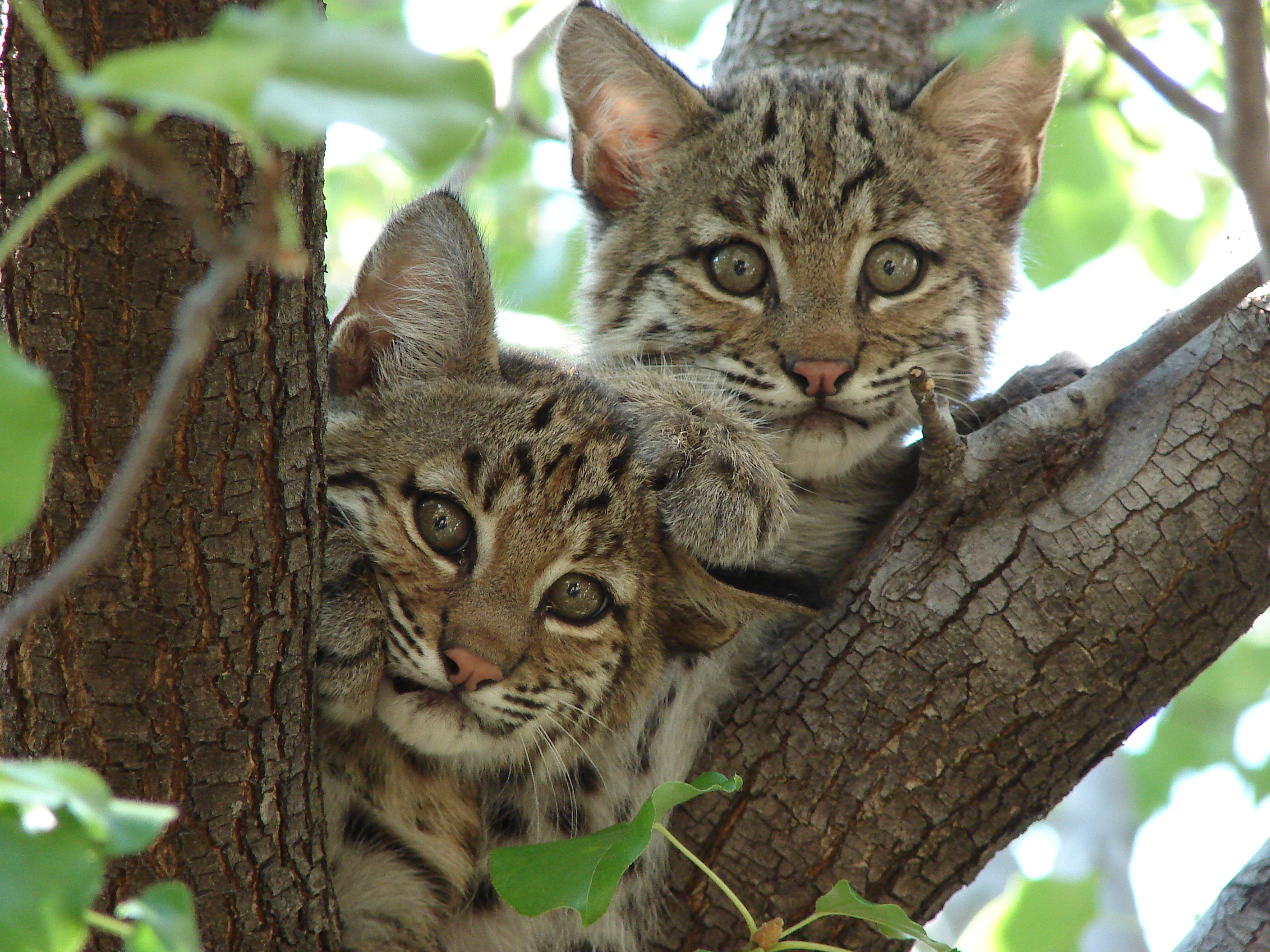
Рыжая рысь

- Койот был завезён во Флориду в 70-х годах прошлого века. Существует 19 подвидов.[2] Предпочитает открытые равнины, прерии, в лесах почти не встречается[3]. Всеяден. Койоты легко приспосабливаются к новым природным условиям и антропогенным ландшафтам. Это один из немногих видов животных, способных выживать в урбанизированной местности.
- Во Флориде обитают два вида лисиц. Серая лисица встречается почти повсеместно на территории США, за исключением северных районов и Скалистых гор. Этот вид иногда путают с обыкновенной лисицей из-за схожей окраски шерсти[4]. Обыкновенная лисица обитает, в основном, на открытых местностях, равнинах, прериях, в то время, как серая лисица предпочитает леса.[5]
- Рыжие волки когда-то были распространены по всему юго-востоку США, включая Флориду. Однако из-за истребления, разрушения среды обитания, а также из-за гибридизации с койотами[6], они оказались на грани вымирания. Вид окончательно исчез в дикой природе в 1980 году, после этого сохранились лишь отдельные особи в зоопарках. Нынешняя популяция была создана в национальном резервате дикой природы Сент-Винсента в 1997 году[7][8]. В настоящее время рыжий волк считается самым редким представителем семейства волчьих.
- Рыжая рысь встречается почти по всей территории Соединённых Штатов, на юге Канады и в Мексике. Этот вид хорошо приспособлен для существования в лесах, заболоченных местностях, полупустынях, а также в антропогенном ландшафте и окрестностях городов[9]. В настоящее время находится вне угрозы вымирания[10].
- Флоридская пума является самым редким подвидом пумы. От других подвидов отличается более длинными лапами, меньшими размерами и более тёмным окрасом шерсти[11]. Обитает в лесах и болотистых местностях в южной части полуострова. Ранее была распространена от юго-востока Техаса до юга США. В 1970-х годах, по данным исследований, в дикой природе существовало всего 20 представителей данного вида. В настоящее время популяция составляет около 100—160 особей[12]. Причиной её вымирания стали уничтожение естественной среды обитания, охота и инбридинг (скрещивание состоящих в близком родстве особей)[13].
- Ягуарунди — небольшое кошачье, немного напоминающее по внешнему виду представителя семейства куньих или виверровых. Главной пищей ему служат птицы, а также некрупные млекопитающие: кролики, мыши, хомяки. Ягуарунди живут парами, на строго определённой территории.[14] Обитает в лесах, берегах рек и озёр, горах. Ареал вида включает Южную и Центральную Америку, Мексику и южные штаты. Считается, что данный вид был завезён сюда в 1940 году[15]. Нет никаких доказательств нахождения вида в дикой природе, помимо свидетельских фактов, и существование ягуарунди в штате является сомнительным[16].

- Енот-полоскун встречается в 48 из 50-ти штатов США, включая Флориду. Любимое местопребывание — леса, ручьи, побережья рек. Приспособлен почти для всех типов среды обитания. Всеяден[17].

- Небольшая популяция американской норки (Mustela vison evergladensis) встречается в районе озера Окичоби в национальном парке Эверглейдс[18].
- Речные северные выдры (Lontra canadensis) встречаются вблизи рек почти по всей Флориде. Популяция вида растёт.[19]
- Барибал является наиболее распространённым американским медведем. От бурого медведя отличается меньшими размерами, более длинным и узким лбом, более короткими ступнями.[20] Встречается почти по всей Северной Америке: от лесов восточного побережья США до Калифорнии, от Аляски до Мексики. Питается в основном растительной пищей: ягодами, злаками, плодами.[21] В 2002 году число барибалов в штате составляло от 2000 до 3200 особей[22].

| Вид                       | Латинское название/классифицирован        | Отряд  | Семейство | Распространён                                             | Охранный статус |
| ------------------------- | ----------------------------------------- | ------ | --------- | --------------------------------------------------------- | --------------- |
| Койот                     | Canis latrans (Say, 1823)                 | Хищные | Псовые    | Локально                                                  | 7 [ 23 ]        |
| Собака                    | Canis familiaris (Linnaeus, 1758)         | Хищные | Псовые    | Повсеместно                                               | 0               |
| Серая лисица              | Urocyon cinereoargenteus (Schreber, 1775) | Хищные | Псовые    | Редко                                                     | 7 [ 24 ]        |
| Обыкновенная лисица       | Vulpes vulpes (Linnaeus, 1758)            | Хищные | Псовые    | Локально                                                  | 7 [ 25 ]        |
| Рыжий волк                | Canis rufus (Audubon & Bachman, 1851)     | Хищные | Псовые    | Крайне редко                                              | 3 [ 26 ]        |
| Рыжая рысь                | Lynx rufus (Schreber, 1777)               | Хищные | Кошачьи   | Повсеместно                                               | 7 [ 27 ]        |
| Флоридская пума           | Puma concolor coryi (Bangs, 1899)         | Хищные | Кошачьи   | Только в районе заповедника Big Cypress National Preserve | 6 [ 28 ]        |
| Кошка                     | Felis catus (Schreber, 1775)              | Хищные | Кошачьи   | Повсеместно                                               | 0               |
| Ягуарунди                 | Herpailurus yaguarondi (Lacepede, 1809)   | Хищные | Кошачьи   | Встречается только в северной части полуострова           | 7 [ 29 ]        |
| Восточный пятнистый скунс | Spilogale putorius (Linnaeus, 1758)       | Хищные | Скунсовые | Повсеместно, кроме северных районов штата                 | 7 [ 30 ]        |
| Полосатый скунс           | Mephitis mephitis (Schreber, 1776)        | Хищные | Скунсовые | Повсеместно                                               | 7 [ 31 ]        |
| Длиннохвостая ласка       | Mustela frenata (Lichtenstein, 1831)      | Хищные | Куньи     | Редко, встречается в основном в парке Эверглейдс          | 7 [ 32 ]        |
| Американская норка        | Mustela vison (Schreber, 1777)            | Хищные | Куньи     | Редко, чаще встречается в парке Эверглейдс                | 7 [ 33 ]        |
| Канадская выдра           | Lontra canadensis (Schreber, 1777)        | Хищные | Куньи     | Преимущественно около пресноводных водоёмов               | 7 [ 34 ]        |
| Енот-полоскун             | Procyon lotor (Linnaeus, 1758)            | Хищные | Енотовые  | Практически повсеместно                                   | 7 [ 35 ]        |
| Барибал                   | Ursus americanus (Pallas, 1780)           | Хищные | Медвежьи  | Редко                                                     | 7 [ 36 ]        |

### Копытные

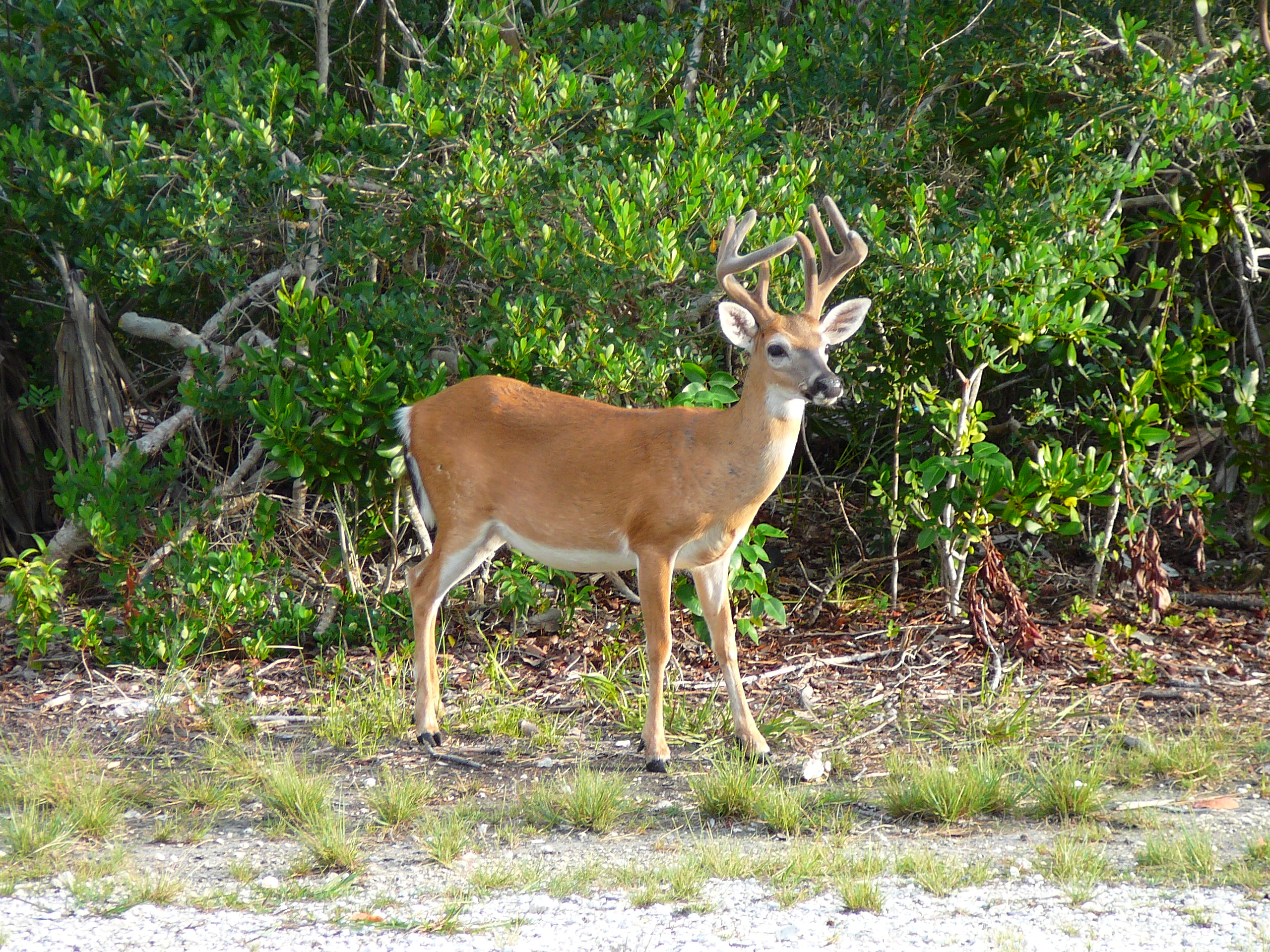

- Белохвостый олень относится к наиболее распространённым копытным Северной Америки. Этот вид является наиболее важным для охоты. Общая численность оленей в США сейчас составляет около 14 миллионов особей, хотя до появления европейцев, она составляла 50 млн. Численность популяции во Флориде составляет 700 тыс. особей[37].

- Кабанов в Америке обнаружил испанский конкистадор Эрнандо де Сото в 1539 году. Во Флорида обитает 12 % из трёх миллионов диких свиней, которые живут в США[38]. Они рассматриваются как вредитель, так как наносят вред сельскому хозяйству, являются популярным предметом для охоты. В 1980 году было убито больше 21000 кабанов[39]

| Вид               | Латинское название/классифицирован        | Отряд         | Семейство | Распространён                            | Охранный статус |
| ----------------- | ----------------------------------------- | ------------- | --------- | ---------------------------------------- | --------------- |
| Благородный олень | Cervus elaphus (Linnaeus, 1758)           | Парнокопытные | Оленевые  | Завезён на Хайлендс.                     | 7 [ 40 ]        |
| Индийский замбар  | Cervus unicolor (Kerr, 1792)              | Парнокопытные | Оленевые  | Завезён на остров Сент-Винсент (Флорида) | 7 [ 41 ]        |
| Белохвостый олень | Odocoileus virginianus (Zimmermann, 1780) | Парнокопытные | Оленевые  | Практически повсеместно                  | 7 [ 42 ]        |
| Кабан             | Sus scrofa (Linnaeus, 1758)               | Парнокопытные | Свиньи    | Повсеместно                              | 7 [ 43 ]        |

### Грызуны

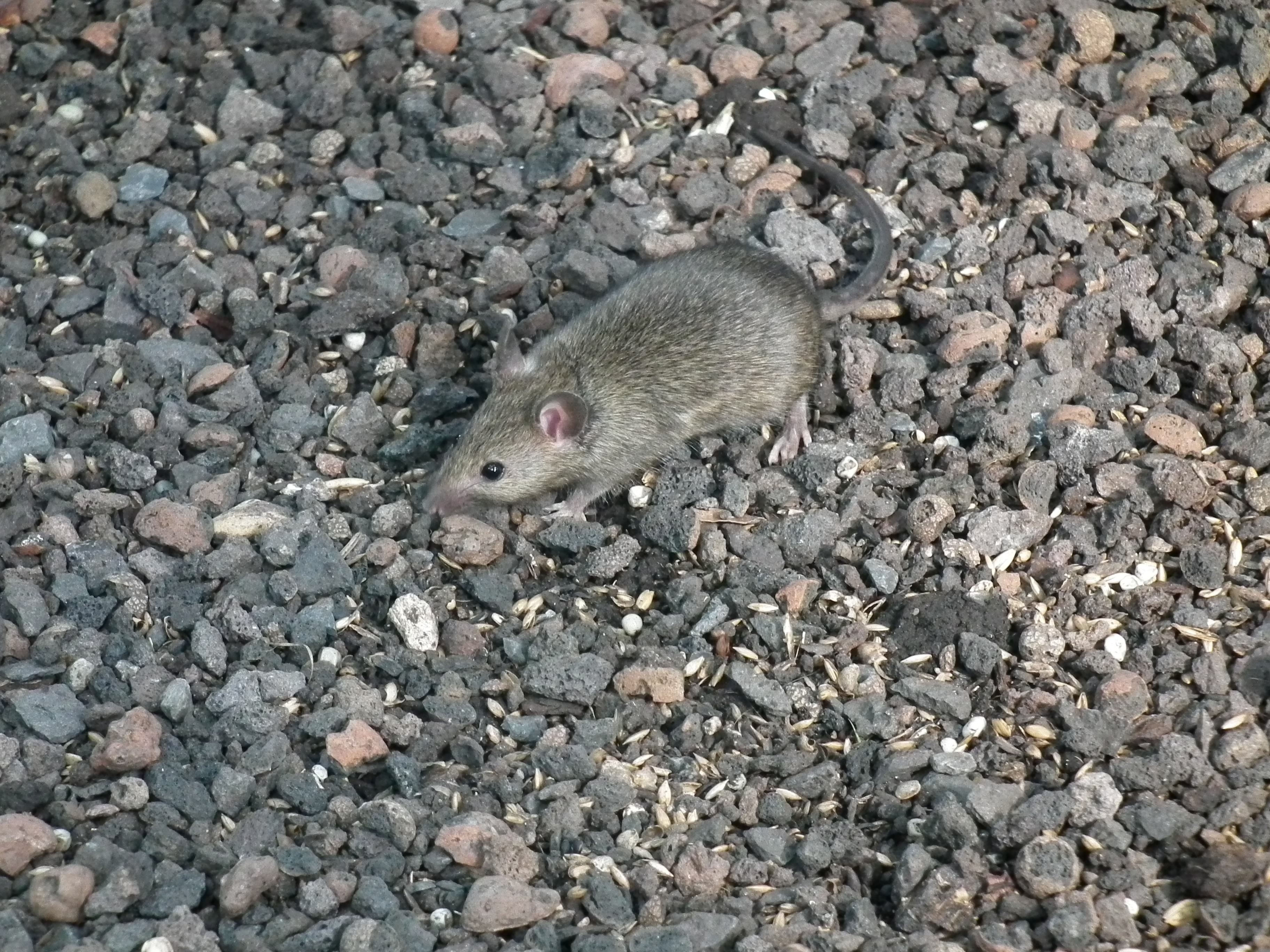
Домовая мышь

- Из 8 подвидов Peromyscus polionotus, 6 имеют статус находящихся под угрозой исчезновения, и ещё один подвид считается вымершим. Причинами их вымирания, вероятно, являются охота на них кошек, рыжих волков и уничтожение их естественной среды обитания[44].
- Флоридская мышь находится в списке находящихся под угрозой исчезновения из-за разрушения её среды обитания. Этот вид является одним из эндемиков штата Флориды[45][46].
- Домовая мышь, серая крыса и чёрная крыса не являются местными видами, поскольку они были завезены в Америку колонизаторами. Также неместными видами считаются капибара, нутрия и золотистобрюхая белка[47].

| Вид                    | Латинское название/классифицирован                | Отряд   | Семейство | Распространён                       | Охранный статус |
| ---------------------- | ------------------------------------------------- | ------- | --------- | ----------------------------------- | --------------- |
| Американский бобр      | Castor canadensis (Kuhl, 1820)                    | Грызуны | Бобры     | Повсеместно                         | 7 [ 48 ]        |
| Юго-восточный гофер    | Geomys pinetis (Rafinesque, 1817)                 | Грызуны | Гоферовые | Повсеместно                         | 7 [ 49 ]        |
| Капибара               | Hydrochaeris hydrochaeris (Linnaeus, 1766)        | Грызуны | Капибара  | Локально, завезена из Южной Америки | 7 [ 50 ]        |
| Береговой хомячок      | Peromyscus polionotus (Wagner, 1843)              | Грызуны | Мышиные   | Редко                               | 7 [ 51 ]        |
| Хлопковая мышь         | Peromyscus gossypinus (Le Conte, 1850)            | Грызуны | Мышиные   | Чаще всего в лесах и полях          | 7 [ 52 ]        |
| Восточная полевая мышь | Reithrodontomys humilis (Audubon & Bachman, 1941) | Грызуны | Мышиные   | Повсеместно                         | 7 [ 53 ]        |
| Восточная мышь         | Neotoma floridana (Ord, 1818)                     | Грызуны | Мышиные   | Редко                               | 7 [ 54 ]        |
| Флоридская мышь        | Podomys floridanus (Chapman, 1889)                | Грызуны | Мышиные   | Редко                               | 5 [ 55 ]        |
| Луговая полёвка        | Microtus pennsylvanicus (Ord, 1815)               | Грызуны | Мышиные   | Редко                               | 7 [ 56 ]        |
| Золотистая мышь        | Ochrotomys nuttalli (Harlan, 1832)                | Грызуны | Мышиные   | В северной части полуострова        | 7 [ 57 ]        |
| Хлопковая крыса        | Sigmodon hispidus (Say & Ord, 1825)               | Грызуны | Мышиные   | Повсеместно                         | 7 [ 58 ]        |
| Домовая мышь           | Mus musculus (Linnaeus, 1758)                     | Грызуны | Мышиные   | Повсеместно                         | 7 [ 59 ]        |
| Болотный рисовый хомяк | Oryzomys palustris (Harlan, 1837)                 | Грызуны | Мышиные   | Повсеместно                         | 7 [ 60 ]        |
| Серая крыса            | Rattus norvegicus (Berkenhout, 1769)              | Грызуны | Мышиные   | Повсеместно                         | 7 [ 61 ]        |
| Сосновая полёвка       | Microtus pinetorum (Le Conte, 1830)               | Грызуны | Мышиные   | В северной части полуострова        | 7 [ 62 ]        |
| Чёрная крыса           | Rattus rattus (Linnaeus, 1758)                    | Грызуны | Мышиные   | Повсеместно                         | 7 [ 63 ]        |
| Длиннохвостая ондатра  | Neofiber alleni (True, 1884)                      | Грызуны | Мышиные   | Повсеместно                         | 6 [ 64 ]        |
| Нутрия                 | Myocastor coypus (Molina, 1782)                   | Грызуны | Нутрия    | Локально                            | 7 [ 65 ]        |
| Восточный бурундук     | Tamias striatus (Linnaeus, 1758)                  | Грызуны | Беличьи   | Чаще всего в лесах                  | 7 [ 66 ]        |
| Каролинская белка      | Sciurus carolinensis (Gmelin, 1788)               | Грызуны | Беличьи   | Повсеместно                         | 7 [ 67 ]        |
| Лисья белка            | Sciurus niger (Linnaeus, 1758)                    | Грызуны | Беличьи   | Редко                               | 7 [ 68 ]        |
| Золотистобрюхая белка  | Sciurus aureogaster (F. Cuvier, 1829)             | Грызуны | Беличьи   | Локально                            | 7 [ 69 ]        |
| Южная летяга           | Glaucomys volans (Linnaeus, 1758)                 | Грызуны | Беличьи   | В южной части полуострова           | 7 [ 70 ]        |

### Рукокрылые
- Из 18-ти перечисленных здесь видов рукокрылых, только 12 являются местными; пять видов имеют очень малую популяцию во Флориде и могут быть классифицированы как неестественные для этой местности: Myotis sodalis, Artibeus jamaicensis, Myotis lucifugus, Myotis septentrionalis и Lasionycteris noctivagans[71]. Вид Lasiurus cinereus также не является местным, так как он мигрирует в Мексику и Южную Америку, чтобы провести зиму[72].
- Летучие мыши могут быть разделены на 2 группы: ведущие одиночный или общественный образ жизни. Представители первой группы живут в листьях пальм и зарослях испанского мха. К ним относятся: Lasiurus seminolus, Lasiurus intermedius, Lasiurus borealis. Остальные виды относятся ко второй категории. Они темнее, чем их родственники-одиночки и менее пушистые. Эти летучие мыши предпочитают жить под мостами, в дуплах деревьев или в пещерах. Только 3 вида летучих мышей Флориды живут в пещерах: восточный нетопырь, Myotis grisescens, Myotis austroriparius. В штате существует самая большая популяция восточного нетопыря в мире[72].
- Наибольшую угрозу для популяции летучих мышей в штате Флорида представляет рост городов и уничтожение мест обитания.[72]

| Вид                               | Латинское название/классифицирован         | Отряд      | Семейство                | Распространён                          | Охранный статус |
| --------------------------------- | ------------------------------------------ | ---------- | ------------------------ | -------------------------------------- | --------------- |
| Бархатисто-хвостатая летучая мышь | Molossus molossus (Pallas, 1766)           | Рукокрылые | Бульдоговые летучие мыши | Редко                                  | 7 [ 73 ]        |
| Бразильский складчатогуб          | Tadarida brasiliensis (I. Geoffroy, 1824)  | Рукокрылые | Бульдоговые летучие мыши | Повсеместно                            | 6 [ 74 ]        |
| Летучая мышь Вагнера              | Eumops glaucinus (Wagner, 1843)            | Рукокрылые | Бульдоговые летучие мыши | Редко                                  | 7 [ 75 ]        |
| Ямайский листонос                 | Artibeus jamaicensis (Leach, 1821)         | Рукокрылые | Листоносые               | Редко                                  | 7 [ 76 ]        |
| Коричневая летучая мышь           | Eptesicus fuscus (Beauvois, 1796)          | Рукокрылые | Гладконосые летучие мыши | Повсеместно                            | 7 [ 77 ]        |
| Восточный нетопырь                | Pipistrellus subflavus (F. Cuvier, 1832)   | Рукокрылые | Гладконосые летучие мыши | В северной части полуострова           | 7 [ 78 ]        |
| Красный волосатохвост             | Lasiurus borealis (Muller, 1776)           | Рукокрылые | Гладконосые летучие мыши | В северной части полуострова           | 7 [ 79 ]        |
| Вечерница                         | Nycticeius humeralis (Rafinesque, 1818)    | Рукокрылые | Гладконосые летучие мыши | Повсеместно                            | 7 [ 80 ]        |
| Коричневая ночница                | Myotis grisescens (A.H. Howell, 1909)      | Рукокрылые | Гладконосые летучие мыши | Редко                                  | 4 [ 81 ]        |
| Седая летучая мышь                | Lasiurus cinereus (Beauvois, 1796)         | Рукокрылые | Гладконосые летучие мыши | Локально, в северной части полуострова | 7 [ 82 ]        |
| Индианская ночница                | Myotis sodalis (Miller & Allen, 1928)      | Рукокрылые | Гладконосые летучие мыши | Редко                                  | 4 [ 83 ]        |
| Малая бурая ночница               | Myotis lucifugus (La Conte, 1831)          | Рукокрылые | Гладконосые летучие мыши | Редко                                  | 7 [ 84 ]        |
| Северная ушастая ночница          | Myotis septentrionalis (Trouessart, 1897)  | Рукокрылые | Гладконосые летучие мыши | Редко                                  | 7 [ 85 ]        |
| Северная жёлтая летучая мышь      | Lasiurus intermedius (H. Allen, 1862)      | Рукокрылые | Гладконосые летучие мыши | Повсеместно                            | 7 [ 86 ]        |
| Летучая мышь Рафинеска            | Plecotus rafinesquii (Lesson, 1827)        | Рукокрылые | Гладконосые летучие мыши | Редко                                  | 5 [ 87 ]        |
| Lasiurus seminolus                | Lasiurus seminolus (Rhoads, 1895)          | Рукокрылые | Гладконосые летучие мыши | Практически повсеместно                | 7 [ 88 ]        |
| Серебристая летучая мышь          | Lasionycteris noctivagans (La Conte, 1831) | Рукокрылые | Гладконосые летучие мыши | Редко                                  | 7 [ 89 ]        |
| Юго-восточная ночница             | Myotis austroriparius (Rhoads, 1897)       | Рукокрылые | Гладконосые летучие мыши | Практически повсеместно                | 7 [ 90 ]        |

### Броненосцы и сумчатые
- Виргинский опоссум является единственным сумчатым, обитающим в Северной Америке. Ареал вида распространяется от Центральной Америки и Мексики до юга Канады. Он населяет различные местообитания, но отдаёт предпочтение лесистым местностям, берегам болот и водоёмов. Всеяден[91].

| Вид                      | Латинское название/классифицирован    | Отряд      | Семейство   | Распространён                             | Охранный статус |
| ------------------------ | ------------------------------------- | ---------- | ----------- | ----------------------------------------- | --------------- |
| Девятипоясной броненосец | Dasypus novemcinctus (Linnaeus, 1758) | Броненосцы | Броненосцы  | Чаще всего встречаются в парке Эверглейдс | 7 [ 92 ]        |
| Виргинский опоссум       | Didelphis virginiana (Kerr, 1792)     | Сумчатые   | Опоссумовые | Практически повсеместно                   | 7 [ 91 ]        |

### Зайцеобразные
| Вид               | Латинское название/классифицирован       | Отряд         | Семейство | Распространён | Охранный статус |
| ----------------- | ---------------------------------------- | ------------- | --------- | ------------- | --------------- |
| Чернохвостый заяц | Lepus californicus (Gray, 1837)          | Зайцеобразные | Зайцевые  | Локально      | 7 [ 93 ]        |
| Флоридский кролик | Sylvilagus floridanus (J.A. Allen, 1890) | Зайцеобразные | Зайцевые  | Повсеместно   | 7 [ 94 ]        |
| Болотный кролик   | Sylvilagus palustris (Bachman, 1837)     | Зайцеобразные | Зайцевые  | Повсеместно   | 7 [ 95 ]        |
| Водяной кролик    | Sylvilagus aquaticus (Bachman, 1837)     | Зайцеобразные | Зайцевые  | Редко         | 7 [ 96 ]        |

### Приматы
| Вид         | Латинское название/классифицирован | Отряд   | Семейство   | Распространён   | Охранный статус |
| ----------- | ---------------------------------- | ------- | ----------- | --------------- | --------------- |
| Макак-резус | Macaca mulatta (Zimmermann, 1780)  | Приматы | Мартышковые | Завезён из Азии | [ 97 ]          |

### Насекомоядные
| Вид                            | Латинское название/классифицирован   | Отряд         | Семейство     | Распространён | Охранный статус |
| ------------------------------ | ------------------------------------ | ------------- | ------------- | ------------- | --------------- |
| Малый скрытоух                 | Cryptotis parva (Say, 1823)          | Насекомоядные | Землеройковые | Повсеместно   | 7 [ 98 ]        |
| Юго-восточная белозубка        | Sorex longirostris (Bachman, 1837)   | Насекомоядные | Землеройковые | Локально      | 7 [ 99 ]        |
| Южная короткохвостая бурозубка | Blarina carolinensis (Bachman, 1837) | Насекомоядные | Землеройковые | Повсеместно   | 7 [ 100 ]       |
| Восточноамериканский крот      | Scalopus aquaticus (Linnaeus, 1758)  | Насекомоядные | Кротовые      | Повсеместно   | 7 [ 101 ]       |
| Звездонос                      | Condylura cristata (Linnaeus, 1758)  | Насекомоядные | Кротовые      | Редко         | 7 [ 102 ]       |

## Морские млекопитающие

### Ластоногие и сирены

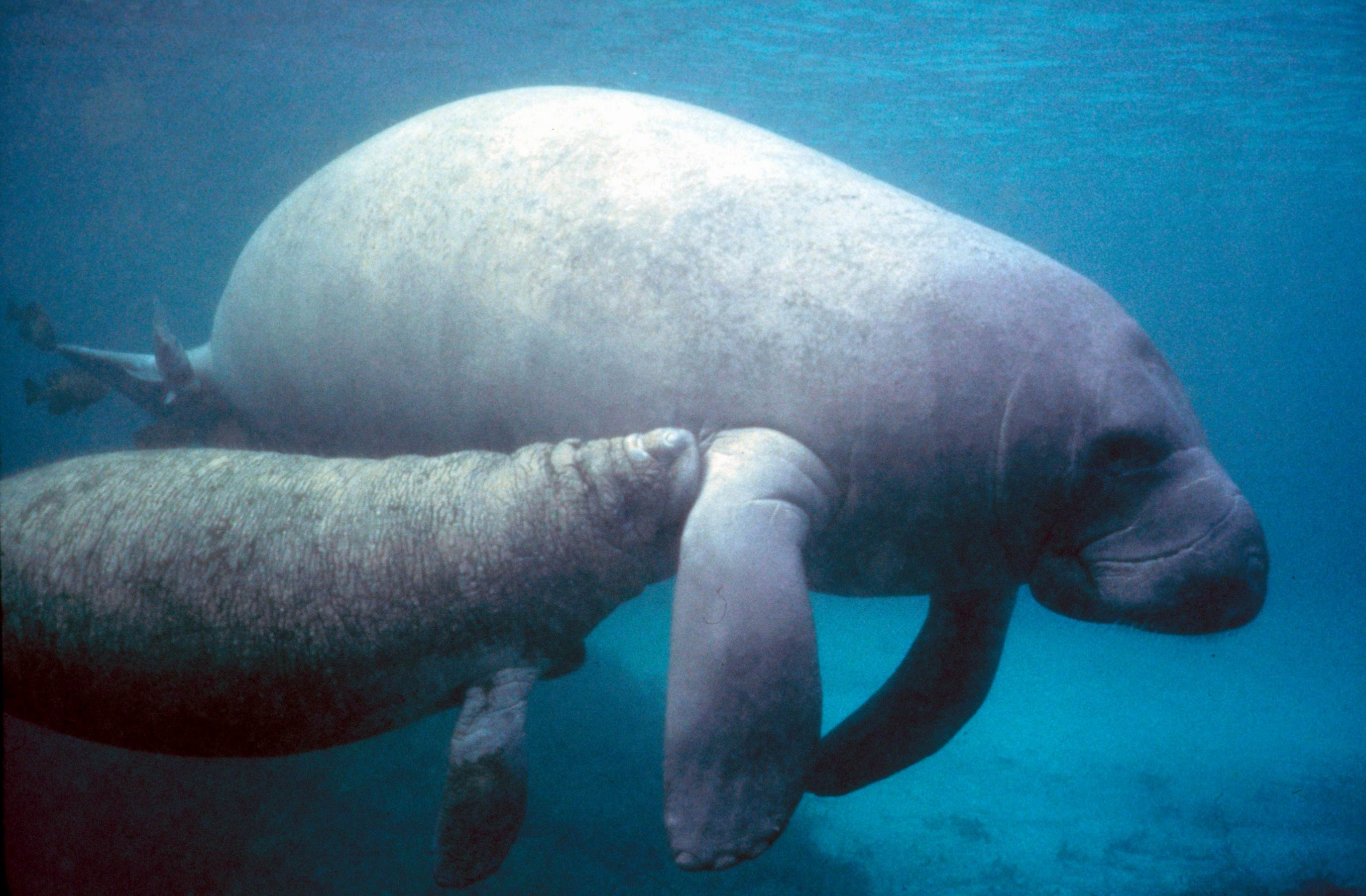
Американский ламантин

- Trichechus manatus latirostris — один из двух подвидов ламантинов Вест-Индии. Это травоядное водное млекопитающее, живёт в реках, озёрах и в мелководных прибрежных водах. Он был выбран символом Флориды в 1975 году и охраняется государственными и федеральными законами США[103]. Ламантины находятся в списке исчезающих видов. Из всех известных причин гибели ламантинов люди несут ответственность примерно в 50 % случаев[103]. Наиболее частой причиной смерти ламантинов является их попадание под катера, баржи, попадания в рыболовные сети[103]. Ареал включает в себя побережья Мексиканского залива, Карибского моря и атлантическое побережье Южной Америки[104].
- Карибский тюлень-монах был родом из Карибского моря и Мексиканского залива. После того, как вид стал популярной добычей для рыбаков из Багамских островов в 1800-х годах, их число значительно уменьшилось. С 1952 года никто больше не видел представителей данного вида и в настоящее время вид считается вымершим[105].

| Вид                    | Латинское название/классифицирован   | Отряд      | Семейство        | Распространён | Охранный статус |
| ---------------------- | ------------------------------------ | ---------- | ---------------- | ------------- | --------------- |
| Обыкновенный тюлень    | Phoca vitulina (Linnaeus, 1758)      | Ластоногие | Настоящие тюлени | Редко         | 7 [ 106 ]       |
| Хохлач                 | Cystophora cristata (Erxleben, 1777) | Ластоногие | Настоящие тюлени | Редко         | 7 [ 107 ]       |
| Карибский тюлень-монах | Monachus tropicalis (Gray, 1850)     | Ластоногие | Настоящие тюлени | Вымерший вид  | 1 [ 108 ]       |
| Американский ламантин  | Trichechus manatus (Linnaeus, 1758)  | Сирены     | Ламантины        | Редко         | 5 [ 109 ]       |

### Китообразные

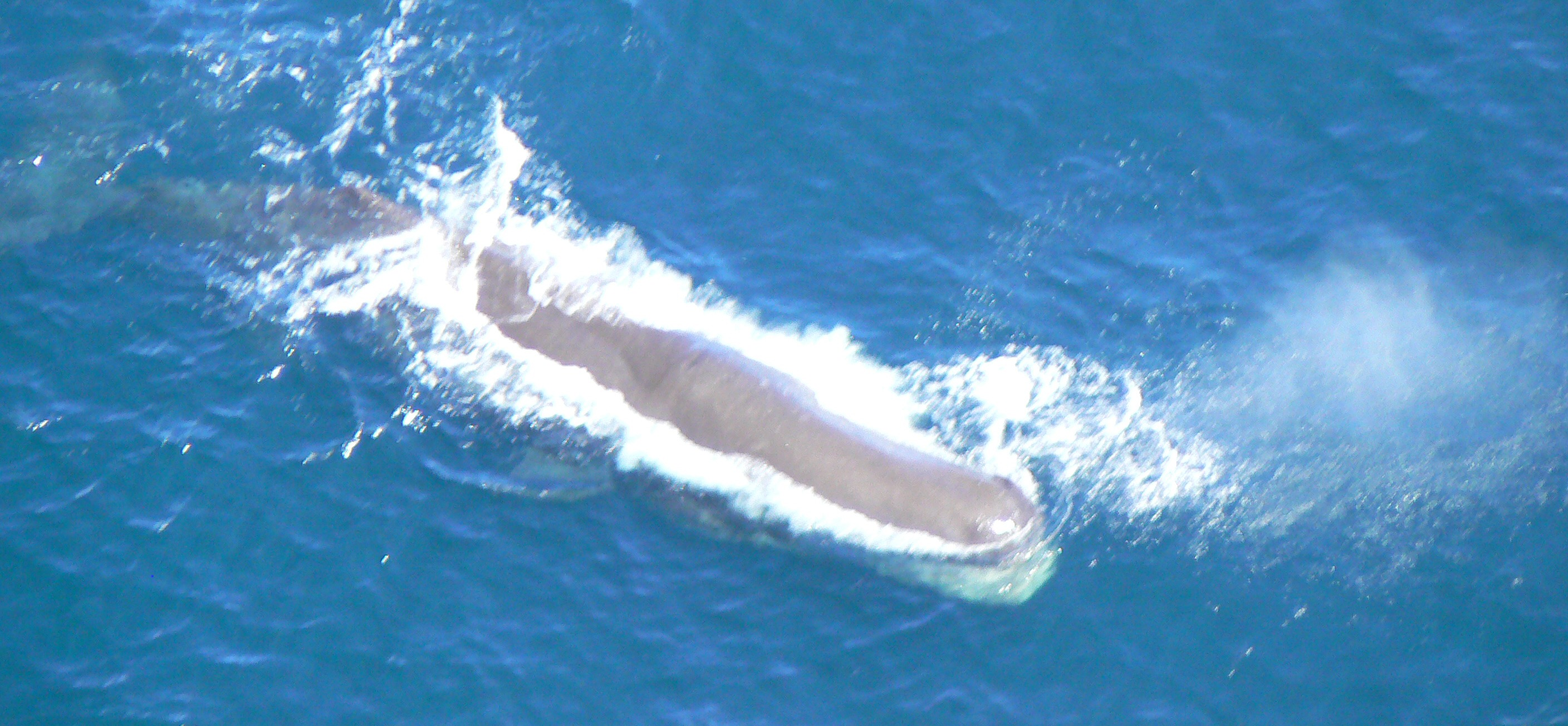
Кашалот.

- Из всех видов китов, встречающихся у берегов Флориды, чаще всего встречается северный гладкий кит. Вид распространён в северной части Атлантического океана. Летом обитают в субполярных регионах, зимой мигрируют в умеренные широты[110].
- Наиболее распространённым морским млекопитающим в штате является афалина. Существует 4 подвида. Ареал включает в себя почти весь Тихий океан, центральная часть Атлантического океана, весь Индийский океан, за исключением его южных областей, Средиземное и Чёрное моря[111].

| Вид                             | Латинское название/классифицирован            | Отряд        | Семейство     | Распространён                   | Охранный статус |
| ------------------------------- | --------------------------------------------- | ------------ | ------------- | ------------------------------- | --------------- |
| Северный гладкий кит            | Eubalaena glacialis P.L.S. (Muller, 1776)     | Китообразные | Гладкие киты  | Локально                        | 4 [ 112 ]       |
| Полосатик Брайда                | Balaenoptera edeni (Anderson, 1878)           | Китообразные | Полосатиковые | Редко                           | 0 [ 113 ]       |
| Финвал                          | Balaenoptera physalus (Linnaeus, 1758)        | Китообразные | Полосатиковые | Редко                           | 4 [ 114 ]       |
| Горбатый кит                    | Megaptera novaeangliae (Borowski, 1781)       | Китообразные | Полосатиковые | Редко                           | 5 [ 115 ]       |
| Малый полосатик                 | Balaenoptera acutorostrata (Lacepede, 1804)   | Китообразные | Полосатиковые | Редко                           | 6 [ 116 ]       |
| Сейвал                          | Balaenoptera borealis (Lesson, 1828)          | Китообразные | Полосатиковые | Редко                           | 4 [ 117 ]       |
| Атлантический пятнистый дельфин | Stenella frontalis (G. Cuvier, 1829)          | Китообразные | Дельфиновые   | Редко                           | 0 [ 118 ]       |
| Афалина                         | Tursiops truncatus (Montagu, 1821)            | Китообразные | Дельфиновые   | Повсеместно, в прибрежных водах | 0 [ 119 ]       |
| Дельфин-белобочка               | Delphinus delphis (Linnaeus, 1758)            | Китообразные | Дельфиновые   | Редко                           | 7 [ 120 ]       |
| Малая косатка                   | Pseudorca crassidens (Owen, 1846)             | Китообразные | Дельфиновые   | Редко                           | 7 [ 121 ]       |
| Серый дельфин                   | Grampus griseus (G. Cuvier, 1812)             | Китообразные | Дельфиновые   | Редко                           | 0 [ 122 ]       |
| Косатка                         | Orcinus orca (Linnaeus, 1758)                 | Китообразные | Дельфиновые   | Редко                           | 6 [ 123 ]       |
| Длиннорылый продельфин          | Stenella longirostris (Gray, 1828)            | Китообразные | Дельфиновые   | Редко                           | 6 [ 124 ]       |
| Зубчатый дельфин                | Steno bredanensis (G. Cuvier in Lesson, 1828) | Китообразные | Дельфиновые   | Редко                           | 0 [ 125 ]       |
| Гринда                          | Globicephala macrorhynchus (Gray, 1846)       | Китообразные | Дельфиновые   | Локально                        | 6 [ 126 ]       |
| Полосатый дельфин               | Stenella coeruleoalba (Meyen, 1833)           | Китообразные | Дельфиновые   | Редко                           | 6 [ 127 ]       |
| Карликовый кашалот              | Kogia breviceps (Blainville, 1838)            | Китообразные | Зубатые киты  | Локально                        | 7 [ 128 ]       |
| Кашалот                         | Physeter macrocephalus (Linnaeus, 1758)       | Китообразные | Physeteridae  | Редко                           | 5 [ 129 ]       |
| Ременезуб антильский            | Mesoplodon europaeus (Gervais, 1855)          | Китообразные | Клюворыловые  | Редко                           | 0 [ 130 ]       |
| Клюворыл                        | Ziphius cavirostris (G. Cuvier, 1823)         | Китообразные | Клюворыловые  | Редко                           | 0 [ 131 ]       |
| Ременезуб Тру                   | Mesoplodon mirus (True, 1913)                 | Китообразные | Клюворыловые  | Редко                           | 0 [ 132 ]       |